# André Lawrence
André Lawrence, auch bekannt als André Laurence, bürgerlich André Lauriault (geboren am 22. Februar 1939 in Montreal), ist ein kanadischer Schauspieler.

## Leben
André Lawrence begann seine Karriere als Fotograf bei der kanadischen Luftwaffe und spezialisierte sich auf Luftbilder. Anschließend wurde er Assistent im Kino und begann als Komparse zu arbeiten, was ihn dazu veranlasste, zwei Jahre lang an der National Theatre School in Montreal zu studieren. Er reiste nach Europa und spielte in mehreren Filmen in England, Italien und Frankreich. Sein Debüt gab er in Abel Gances Cyrano und d’Artagnan, gefolgt von Jean Negulescos Drei Mädchen in Madrid. Er war als Diomedes zentraler Held des Sandalenfilms Sette a Tebe Seine Attraktivität legte ihn schnell als sexuell aktiven Liebhaber fest. Anschließend erhielt er wichtige Rollen in Marcel Camus’ Und die Wälder werden schweigen (1965) und in Mauro Bologninis Ein schöner November (1969) mit Gina Lollobrigida.
Im französischen Fernsehen findet er seine größte Rolle: als Thibaud in der Serie Thibaud, der weisse Ritter. Ein weiterer Erfolg war die Familiensaga Julia von Mogador (1972). 1973 spielte er neben Jean Marais und Bernard Rousselet in der Serie Karatekas & Co und 1974 den Kervizic in der Serie Die gelbe Karawane. Neben weiteren Serien hatte er 1975 eine Gastrolle in der Columbo-Folge Mord in der Botschaft. Seine letzte Filmrolle war 1979 sein Jean in Nur drei kamen durch.

## Filmografie (Auswahl)
- 1964: Cyrano und d’Artagnan (Cyrano et d'Artagnan)
- 1964: Drei Mädchen in Madrid (The Pleasure Seekers)
- 1964: Sette a Tebe
- 1965: Und die Wälder werden schweigen (Le chant du monde)
- 1968–1969: Thibaud, der weisse Ritter (Thibaud, Fernsehserie, 26 Folgen)
- 1969: Ein heißer November (Un bellissimo novembre)
- 1970: Love in a 4 Letter World
- 1971: Ein Sommer der wilden Liebe (Loving and Laughing)
- 1972: Treibjagd (La course du lièvre à travers les champs)
- 1972–1973: Julia von Mogador (Les gens de Mogador, Fernsehserie, 5 Folgen)
- 1974: Die gelbe Karawane (La cloche tibétaine, Miniserie, 5 Folgen)
- 1975: Columbo: Mord in der Botschaft (A Case of Immunity, Fernsehreihe)
- 1976: Zwei scheinheilige Brüder (L'année sainte)
- 1978: La filière (Fernsehserie, 8 Folgen)
- 1979: Nur drei kamen durch (Contro 4 bandiere)